# Sentier de grande randonnée 34
Le sentier de grande randonnée 34 (GR 34) est un sentier littoral qui part de Vitré vers le Mont-Saint-Michel (Manche) pour se terminer à Saint-Nazaire (Loire-Atlantique). Il longe quasiment l'intégralité de la côte de la région Bretagne à partir de la limite avec la Normandie à proximité du Mont Saint-Michel et, au-delà de la limite entre le Morbihan et la Loire-Atlantique, va jusqu'à l'embouchure de la Loire. Il s'étend sur plus de 2 000 km avec de nombreux et courts dénivelés. L'altitude maximum est de 124 mètres et le dénivelé cumulé des montées est de 16 749 mètres.
Il reprend en grande partie les anciens chemins de douaniers. Ces chemins, progressivement abandonnés durant la première moitié du XXe siècle, permettaient aux douaniers de patrouiller le long des côtes depuis leurs corps de garde situés sur des points d'observation clés de la côte bretonne.
Les plus beaux paysages sont notamment le cap d'Erquy, la pointe du Grouin, les falaises du cap Fréhel, la côte sauvage sur la presqu'île de Crozon, le phare de Ploumanac'h.

## Origines
Le sentier des douaniers breton trouve ses origines à la fin du XVIIIe siècle, après la révolution. Parmi les mesures adoptées par l'Assemblée constituante de 1789 (1789-1791) figure la fin de la Ferme générale pour donner naissance, le 23 avril 1791, à la Régie nationale des douanes. Par un décret du 5 novembre 1790, l'Assemblée constituante abolit ainsi toutes les frontières intérieures et décide du « reculement des douanes aux frontières ».
C'est dans ce contexte que le sentier des douaniers breton est créé en 1791. Les hommes, qui assurent la surveillance en binôme, forment une milice garde-côte qui se recrute parmi les cultivateurs et artisans de la population locale, désignés par tirage au sort d'un billet noir (le « mauvais numéro » au XIXe siècle). Ils se relayent toutes les deux heures et ont pour tâche de surveiller les côtes et lutter contre la contrebande. Le long du sentier, des gabions, cabanes, huttes, paillotes — autant de petites constructions en pierre sèches construites par les douaniers eux-mêmes — permettent aux gabelous (noms des douaniers chargés notamment de collecter l'impôt sur le sel, la « gabelle ») de faire une halte,. Ces constructions complètent les corps de garde côtiers établis le long des côtes et qui remontent vraisemblablement au XIVe siècle. Établis en moyenne tous les quarts de lieue (2 km), ces postes de guet assurent une surveillance continue et efficace de la mer.
Les objectifs de ce sentier sont de quatre ordres : 
- faire échec à la contrebande, en particulier celle due aux débarquements illégaux de marchandises anglaises ;
- défendre les côtes, avec la création, à partir de 1831, d'un corps militaire des douanes ;
- secourir les naufragés et veiller à ce que les habitants ne pillent pas les navires échoués ;
- assurer des missions de police.

## Histoire récente
- 1968 : premier sentier de grande randonnée entre Beg Leguer et Pors Mabo (à Trébeurden), à côté de Lannion (Côtes-d'Armor), initié par Émile Orain[N 2],[8] qui mobilise dès 1967 amis et groupes de jeunesse pour défricher ce tronçon de la côte de granit rose[9].
- 1974 : le Comité national des sentiers de grande randonnée réalise le premier tronçon du sentier de grande randonnée dans le Finistère qui relie Douarnenez au Faou. Il appartient alors au GR 37, mais une partie sera reliée au GR 34.
- 1976 : loi de servitude de passage en bord de mer (loi n° 1285 du 31 décembre 1976 et décret du 7 juillet 1977)[10] qui fait que « Les propriétés riveraines du domaine public maritime[N 3] sont grevées, sur une bande de 3 mètres de largeur, pour laisser une servitude de passage destinée à assurer exclusivement le passage des piétons. »[2]
- 1978 : création de la Fédération française de la randonnée pédestre en Bretagne[2].
- 2008 : balisage complet du GR breton[2], le randonneur pouvant parcourir d'une seule traite ses 1 700 km.
- 2017 : La section finistérienne est élue GR préféré des français[11],[12]
- 2021 : Jérémy Desdouets a établi le premier « FKT » (en anglais : Fastest Known Time, en français : « temps le plus court officiellement chronométré »), au départ du Mont-Saint-Michel, en parcourant les 2 104 km en 27 jours, 11 heures et 35 minutes.
- 2023 : Afin de sensibiliser aux impacts du dérèglement climatique sur le littoral breton, Nicolas Vandenelsken, éco-aventurier et fond'acteur de l'association Uni-Vert Sport, part du Mont-Saint-Michel le 31 mai et rejoint Saint-Nazaire le 25 juin. Avec le soutien d'une équipe de bénévoles de l'association, Nicolas Vandenelsken bat le record FKT de plus de 2 jours en 25 jours, 8 heures et 49 minutes[13].
- 2025 : Érik Clavery part du Mont St Michel le 30 avril et arrive à Saint Nazaire le lundi 19 mai, il établit le nouveau record FKT en 18 jours et 22 heures.

## Économie
En 2018, le sentier est emprunté par 9 millions d'usagers, répartis à 40 % de locaux et 60 % de touristes. Les retombées économiques locales sont estimées à 202 millions d'euros.

## Itinéraire

### Dans laManche
| Picto | Localité ou site ———– Distance | Altitude |  | Description                  |
|       |                                |          |  |                              |
|       | Pontorson 4 080 hab.           | 10 m     |  | Couesnon. Moulin de Moidrey. |
|       | 9,5 km                         |          |  |                              |
|       |                                |          |  |                              |
|       | Mont Saint-Michel 44 hab.      | 5 m      |  | Abbaye du Mont Saint-Michel. |
|       | 38,5 km                        |          |  |                              |
|       |                                |          |  |                              |

### EnIlle-et-Vilaine
| Picto | Localité ou site ———– Distance | Altitude |  | Description                                                          |
|       |                                |          |  |                                                                      |
|       | Dol-de-Bretagne 4 991 hab.     | 15 m     |  | Cathédrale Saint-Samson (XIIIe-XVes.). Église et moulin de Mont-Dol. |
|       | 19 km                          |          |  |                                                                      |
|       |                                |          |  |                                                                      |
|       | Cancale 5 341 hab.             | 0 m      |  | Station balnéaire d'Ille-et-Vilaine. Église Saint-Méen.              |
|       | 32,5 km                        |          |  |                                                                      |
|       |                                |          |  |                                                                      |
|       | Saint-Malo 46 342 hab.         | 8 m      |  | Remparts de Saint-Malo                                               |
|       | 13 km                          |          |  |                                                                      |
|       |                                |          |  |                                                                      |
|       | Dinard 10 579 hab.             | 0 m      |  | Plage de l'écluse                                                    |
|       | 53 km                          |          |  |                                                                      |
|       |                                |          |  |                                                                      |

### Dans lesCôtes-d'Armor
| Picto | Localité ou site ———– Distance  | Altitude |  | Description                                            |
|       |                                 |          |  |                                                        |
|       | Saint-Cast-le-Guildo 3 612 hab. | 0 m      |  | La plage de Saint-Cast                                 |
|       | 25,6 km                         |          |  |                                                        |
|       |                                 |          |  |                                                        |
|       | Cap Fréhel                      | 70 m     |  | Les falaises du Cap Fréhel                             |
|       | 24,5 km                         |          |  |                                                        |
|       |                                 |          |  |                                                        |
|       | Erquy 3 742 hab.                | 0 m      |  | Grande plage d'Erquy                                   |
|       | 50 km                           |          |  |                                                        |
|       |                                 |          |  |                                                        |
|       | Saint-Brieuc 46 209 hab.        | 0 m      |  | Cathédrale de Saint-Brieuc                             |
|       | 0 km                            |          |  |                                                        |
|       |                                 |          |  |                                                        |
|       | Côte de granit rose             | 0 m      |  | * Perros-Guirec * Ploumanac'h * Trégastel * Trébeurden |
|       | 3,8 km                          |          |  |                                                        |
|       |                                 |          |  |                                                        |

### Dans leFinistère
| Picto | Localité ou site ———– Distance | Altitude |  | Description |
|       | \| \| Argol \| \| \| Enclos paroissial. Étape au Gite de l'Enclos. \| \| \| \| \| \| \| \| \| Plomodiern 2 200 hab. \| \| \| Site du Ménez-Hom sur le GR. Point de vue à 330 m. Église et chapelles dont St Suliau et Ste Marie du Ménez-Hom sur le GR. Étape au gite Run-Vraz à 200 m du GR. Nombreux campings en bord de mer, sur le GR. Restauration au bourg. Minimarché au bourg. École de parapente au Ménez-Hom. Club de chars à voile. Plage « La Lieue de Grève », Kervijen. Arrêt de l'autocar ligne Quimper-Camaret. OTSI Aulne et Porzay. \| |          |  | |
|       | Argol |          |  | Enclos paroissial. Étape au Gite de l'Enclos. |
|       | |          |  | |
|       | Plomodiern 2 200 hab. |          |  | Site du Ménez-Hom sur le GR. Point de vue à 330 m. Église et chapelles dont St Suliau et Ste Marie du Ménez-Hom sur le GR. Étape au gite Run-Vraz à 200 m du GR. Nombreux campings en bord de mer, sur le GR. Restauration au bourg. Minimarché au bourg. École de parapente au Ménez-Hom. Club de chars à voile. Plage « La Lieue de Grève », Kervijen. Arrêt de l'autocar ligne Quimper-Camaret. OTSI Aulne et Porzay. |

## GR 34 et Environnement
Le GR 34 passe par de nombreuses zones littorales protégées, abritant une faune et une flore remarquables.
Le GR34 est directement concerné par les menaces liées au dérèglement climatique,. Par exemple : 
- 41 communes sont menacées en Bretagne d’ici 2100 par la montée des eaux ;
- 70 % de l’alimentation en eau potable de la Bretagne provient de retenues qui se remplissent grâce aux précipitations hivernales. La sécheresse risque de produire des ruptures d’alimentation en eau potable ;
- 2 400 hectares ont été endommagés par des feux de forêts et de landes en 2022 en Bretagne.